# Logika intuicjonistyczna
Logika intuicjonistyczna (konstruktywna) – system logiczny oparty na filozoficznej koncepcji intuicjonizmu. Za prekursora formalizacji logiki intuicjonistycznej uważa się Arenda Heytinga.
Podstawową cechą logiki intuicjonistycznej jest założenie, że prawdziwość zdania jest oparta na istnieniu dla niego dowodu, a nie na wartościowaniu poszczególnych jego składowych. Z tego powodu logika intuicjonistyczna odrzuca m.in. prawo wyłączonego środka, silne prawo podwójnego przeczenia, silne prawo kontrapozycji, jedno z praw transpozycji czy pierwsze prawo de Morgana. Wynikiem tych zabiegów jest w szczególności rezygnacja z dwu-, a wręcz skończonej wartościowości logiki (tw. o braku skończonej matrycy adekwatnej dla intuicjonizmu zdaniowego).

## Składnia
Logika intuicjonistyczna używa tej samej składni, co logika klasyczna. Nie występują żadne nowe spójniki logiczne.

## Semantyka
Semantykę dla logiki intuicjonistycznej opisuje się zazwyczaj za pomocą algebr Heytinga lub modeli Kripkego.